# مقاطعة كولومبيا (واشنطن)
مقاطعة كولومبيا (بالإنجليزية: Columbia County)‏، هي إحدى مقاطعات ولاية واشنطن الأمريكية.